# 미크란드라족
미크란드라족(micrandra族, 학명: Micrandreae 미크란드레아이[*])는 크로톤아과의 족이다. 2개 아족에 4속으로 이루어져 있다. 파라고무나무 등을 포함하고 있다.

## 하위 분류
| 미크란드라아족(Micrandrinae Müll.Arg.) - Micrandra Benth. - Micrandropsis W.A.Rodrigues | 파라고무나무아족(Heveinae Müll.Arg.) - 파라고무나무속(Hevea Aubl.) |